# Верчова ділянка
Верчова ділянка — лісовий заказник місцевого значення. Об'єкт розташований на території Олевського району Житомирської області, ДП «Олевське ЛГ», Юрівське лісництво, кв. 14, вид. 6.
Площа — 2 га, статус отриманий у 1991 році.